# Max Otto Bruker
Max Otto Bruker (* 16. November 1909 in Reutlingen; † 6. Januar 2001 in Lahnstein) war ein deutscher Sachbuchautor und Arzt. Er war ein Verfechter der Vollwerternährung, für die er einen eigenen Ansatz erarbeitete (vitalstoffreiche Vollwertkost).

## Leben

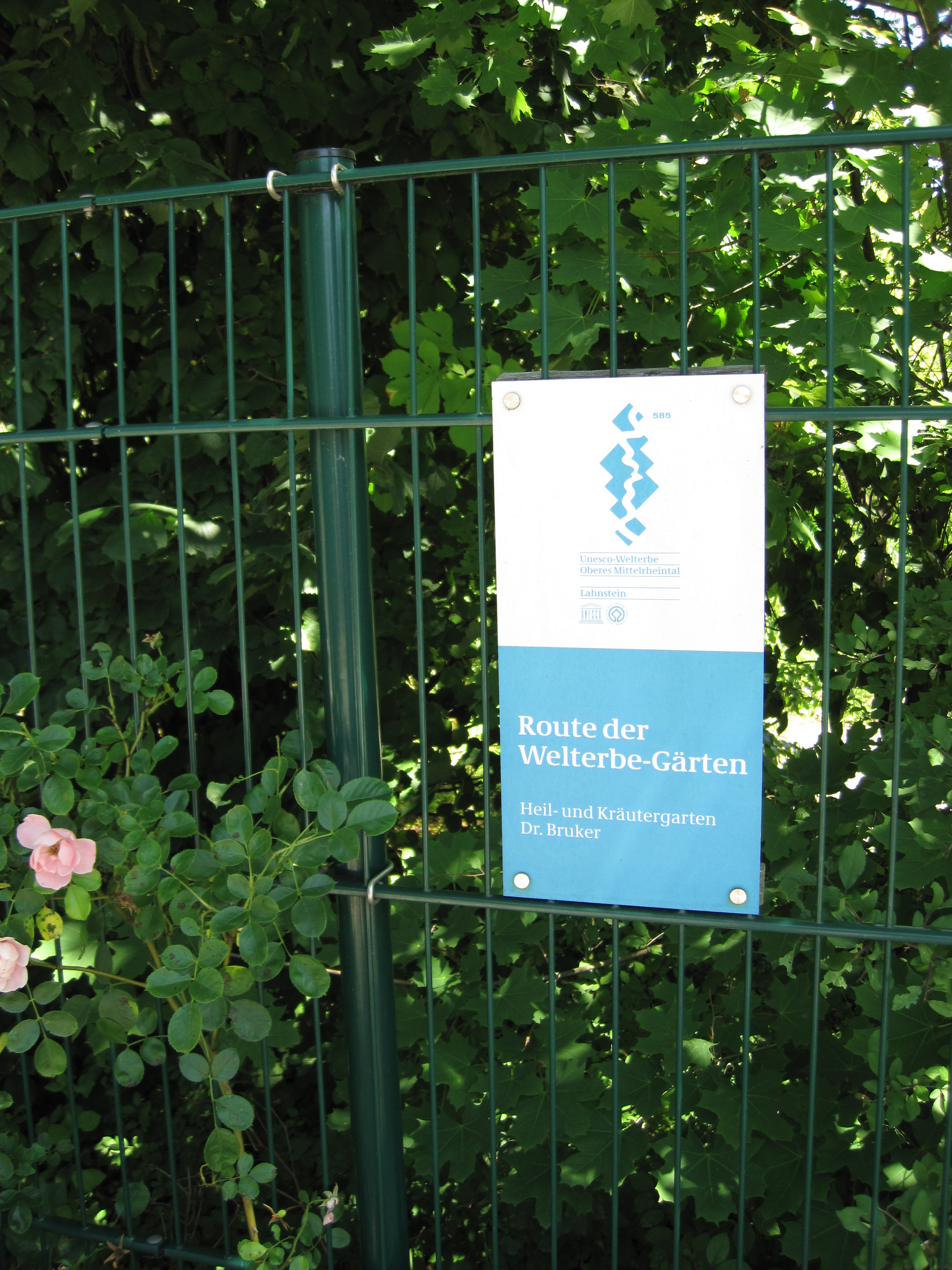
Dr.-Max-Otto-Bruker Heil- und Kräutergarten, Lahnstein auf der Höhe

Bruker war das dritte und letzte Kind des Lehrers Max Bruker und dessen Ehefrau Berta geb. Buck. Im Jahr 1913 zog die Familie nach Neuenstadt am Kocher um, wo Max Otto ab 1915 die Lateinschule besuchte, an der sein Vater als Präzeptor unterrichtete. In den 1920er Jahren zog die Familie ein weiteres Mal um, diesmal nach Esslingen am Neckar, wo Bruker 1927 sein Abitur ablegte. Von 1927 bis 1932 studierte er Medizin, zuerst zwei Semester in Tübingen, anschließend in München und Berlin, die beiden letzten Semester wieder in Tübingen. Laut eigenen Angaben hatte August Bier einen starken Einfluss auf ihn. Seit 1927 war er Mitglied der Burschenschaft Normannia. Im Nationalsozialismus war Bruker Mitglied der SA und Anwärter des Nationalsozialistischen Deutschen Ärztebundes (NSDÄB). Er beendete 1932 sein Studium mit dem Staatsexamen und verbrachte seine Praktikantenzeit zunächst am Pathologischen Institut der Universität Tübingen unter Albert Dietrich und arbeitete anschließend im Städtischen Krankenhaus Esslingen. Im Juni 1934 wurde Bruker in Tübingen bei Wolfgang Stock promoviert. Das Thema der Dissertation lautete: Ein Fall von metastatischem Karzinom der Iris, des Corpus ciliare und der Chorioidea von latentem Primärtumor.
Kurze Stationen im Evangelischen Krankenhaus Schwerte und im Homöopathischen Krankenhaus Dr. Steigele (Stuttgart) schlossen sich an. 1936 wechselte er als Assistenzarzt an die Homöopathisch-Biologische Klinik der Krankenanstalt Bremen. 1938 ließ er sich in Bremen als Facharzt nieder. Am 26. Juni 1939 heiratete er Irmgard Engelage, die er als Krankenschwester in der Krankenanstalt Bremen kennengelernt hatte. Aus der Ehe gingen vier Kinder hervor. Bereits 1939 wurde Bruker zum Kriegsdienst in die Wehrmacht eingezogen. Er war zuerst in Bremen, 1940 dann in Paris, von 1941 bis 1944 in Lappland und Norwegen eingesetzt. Er beendete seinen Dienst 1945 als Stabsarzt. Nach kurzer Kriegsgefangenschaft im norwegischen Bergen siedelte Bruker von Bremen nach Lemgo um, wo er von 1946 bis 1974 Arzt, ab 1949 Ärztlicher Leiter der Anstalt Eben-Ezer für Geistesschwache und Epileptiker war. Hier führte er die Vollwertkost nach Werner Kollath ein.
Bruker wurde einer breiteren Öffentlichkeit seit 1958 vor allem durch seine Warnungen vor dem Konsum von „Fabrikzucker“ bekannt. Insbesondere in den 1960er Jahren intensivierte er institutionelle Kontakte zu zahlreichen naturheilkundlichen und alternativmedizinischen Organisationen.
Bruker leitete von 1974 bis 1977 als Chefarzt die psychosomatische Abteilung der Klinik am Burggraben in Bad Salzuflen. Von 1977 bis 1991 war er ärztlicher Leiter der Klinik Lahnhöhe in Lahnstein.
In den 1980er Jahren erforschte Bruker die Verbreitung von Krebskrankheiten durch die Nuklearkatastrophe von Tschernobyl. Anfang der 1990er Jahre wurde Bruker zum Honorarprofessor der medizinischen Fakultät der Universität Kiew berufen mit dem Lehrschwerpunkt „Atomare Strahlenschäden“. Bruker hielt die Vorlesungen im hohen Alter von 80 Jahren in Deutsch und Englisch, den Studenten wurden sie simultan ins Russische gedolmetscht.
Bruker hielt 20 Jahre lang monatlich in seinem Gesundheitszentrum Lahnhöhe eine für die Öffentlichkeit zugängliche Sprechstunde mit dem Namen „Ärztlicher Rat aus ganzheitlicher Sicht“ ab. Bruker starb 91-jährig, erst ein Jahr zuvor hatte er sich in den Ruhestand begeben. Ein Heil- und Kräutergarten am Gesundheitszentrum wurde nach ihm benannt, er ist Teil der Route der Welterbe-Gärten im UNESCO-Welterbe Oberes Mittelrheintal.
Seine Bücher erreichten eine Auflage von über vier Millionen.

## Politisches Engagement
Mitte der 1960er Jahre wurde Bruker Mitglied der Freisozialen Union (FSU), für die er 1969 auf Platz eins der niedersächsischen Landesliste für den Bundestag kandidierte. Dieser Partei gehörte er bis 1988 an.
Bruker war 1960 Gründungsmitglied des Weltbundes zum Schutz des Lebens (WSL) in Deutschland. Am 12. Juli 1968 veröffentlichte Bruker in der linksstehenden „Deutschen Volkszeitung“ (Düsseldorf) einen Artikel „Der Notstand der Demokratie – aufgezeigt am Kernkraftwerk Würgassen“. Am Fall Würgassen – so Bruker – ließen „sich wie an einem Schulbeispiel die Methoden ablesen, wie durch Nachrichtensperre, bewusste systematische Fehlinformationen, Verbreitung unwahrer Angaben und diktatorische Maßnahmen das Prinzip der Demokratie zur Farce gemacht“ werde. Er war von 1967 bis 1971 Vizepräsident des WSL und von 1972 bis 1974 und dann nochmals ab Frühjahr 1982 Präsident. Aufgrund öffentlicher Proteste und zahlreicher Mitgliedschaftskündigungen wandte er sich in einem Rundschreiben an alle Mitglieder und verbot die öffentliche Aussprache von rechtsradikalem Gedankengut, nicht jedoch die Mitgliedschaft von Rechtsradikalen im WSL. Aufgrund dieses Briefes kam es zum Machtkampf innerhalb des WSL, in dessen Zug Bruker im Dezember 1982 von seinem Amt als Präsident zurücktrat. Bruker war außerdem Ehrenpräsident und Mitglied des Wissenschaftlichen Rates des WSL-International.
Von 1972 bis 1982 wurde er als „Wissenschaftlicher Beirat“ der rechtsextremen Gesellschaft für biologische Anthropologie, Eugenik und Verhaltensforschung im Impressum ihres Organs, der Zeitschrift Neue Anthropologie, geführt. 1981 gehörte er zu den Erstunterzeichnern der Initiative „Ausländerstopp jetzt“ der NPD-Nebenorganisation Bürgerinitiative Ausländerstopp.
Von 1976 bis 1979 war Bruker stellvertretender Vorsitzender des extrem rechten 5%-Block-Wahlbündnisses.
1978 initiierte er die Gründung der Wählerinitiative Grüne Liste Rheinland-Pfalz, aus der später bei den rheinland-pfälzischen Landtagswahlen die „NPD-Grüne Liste“ hervorging.
In einem 1994 erschienenen Artikel in der Zeitschrift Max bezeichnet Jutta Ditfurth Bruker als „Nahtstelle zwischen Ökologiebewegung und Neonazis“. Bruker klagte dagegen und verlor in letzter Instanz in 24 von 25 Punkten. Im Urteil des 16. Zivilsenats des Oberlandesgerichts Frankfurt am Main heißt es: "Der Verfügungskläger muß es sich (...) gefallen lassen, als Scharnierstelle zwischen Ökologie- und Naturkostbewegung auf der einen und Neonazi-Szene auf der anderen Seite bezeichnet zu werden."

## Ernährungslehre
Bruker stand in der Tradition der grundsätzlich zivilisationskritischen Naturheilkunde. Bekannt wurde er hauptsächlich durch seinen Einsatz für die Verbreitung der Vollwertkost. Hierzu schrieb er zahlreiche Bücher, hielt öffentliche Vorträge und gründete den gemeinnützigen Verein „Gesellschaft für Gesundheitsberatung“ (GGB). Seine Aussagen zur Ernährung stehen im Gegensatz zu etablierten Lehrmeinungen innerhalb von Medizin und Ernährungswissenschaften.

### Ursprünge
Bruker führte seine Ernährungslehre im Wesentlichen auf die Lehren des Schweizer Arztes Maximilian Bircher-Benner und Werner Kollath, wie er Mitglied des „Weltbunds zum Schutz des Lebens“, zurück. Wie diese sah auch Bruker einen Zusammenhang zwischen Ernährung und so genannten Zivilisationskrankheiten. Seinen eigenen Beitrag sah Bruker hauptsächlich in der Verbreitung dieser Erkenntnisse und in der Lösung des „Verträglichkeitsproblems“ (siehe unten). Er begründete seine Ernährungslehre weiterhin mit Verweisen auf Beobachtungen und Erfahrungen aus einer über fünfzigjährigen ärztlichen Anwendung der Vollwertkost.
Bruker betrachtete einen Mangel an so genannten „Vitalstoffen“ als Ursache für viele Zivilisationskrankheiten. Zu diesen Vitalstoffen zählte er Vitamine, Mineralstoffe, Spurenelemente, Fermente (Enzyme), ungesättigte Fettsäuren, Aromastoffe und Faserstoffe (sog. Ballaststoffe). Zivilisationskrankheiten entstünden durch diesen Mangel bei gleichzeitigem Verzehr großer Mengen an Nährstoffen, d. h. Eiweißen, Fetten und Kohlenhydraten. Seinen Beobachtungen zufolge äußere sich ein Mangel an Vitalstoffen zumeist erst nach Jahrzehnten. Die Folgen einer vitalstoffarmen Kost lassen sich aber in kürzeren Zeiten in Tierfütterungsversuchen beobachten, auf die sich Bruker in seinen Werken neben seiner Praxiserfahrung häufig beruft.
In den Experimenten Kollaths kam es bei Ratten, die mit vitalstoffarmen Nahrungsmitteln (auxonfreien nach Kollath) versorgt wurden, zu einer großen Anzahl von Krankheitserscheinungen, von Zahn- und Kieferveränderungen, zu Lungenblutungen bis hin zu Leberschädigungen, die eine große Ähnlichkeit mit den Zivilisationskrankheiten beim Menschen aufweisen. In den Experimenten von Pottenger und Simonson wurde eine Gruppe von Katzen mit rohem Fleisch und roher Milch gefüttert, während die anderen Tiere diese in gekochter Form erhielt. Bei roher Nahrung war die Entwicklung normal und die Tiere pflanzten sich fort. Die Katzen mit der erhitzten Nahrung zeigte hingegen Fortpflanzungs- und Verhaltensstörungen.
Diese durch Denaturierung der Nahrungsmittel verursachten Veränderungen sind beim Menschen nur über lange Zeiträume beobachtbar und führen zu den modernen Zivilisationskrankheiten wie Gelenkerkrankungen, Arteriosklerose, Gallensteine oder Diabetes mellitus.

### Theoretische Grundannahmen
Bruker plädierte stets für eine genaue Unterscheidung zwischen den Ursachen der Krankheit und den Ursachen der Symptome oder Beschwerden, denn ihre Verwechslung sei ein Grund für die unzureichende Auseinandersetzung mit den Ursachen der Krankheiten und für die schnelle Abfindung seitens des Patienten mit symptomatischen Linderungsbehandlungen. Aber „jede Behandlung, die eine echte Heilung einer Krankheit anstrebt, setzt die Kenntnisse ihrer Ursachen voraus“ und diese liegen bei einem Großteil der Krankheiten in der Ernährung.  
Beispiel: Eine Person hat heftige Koliken im Oberbauch. Daraufhin wird ein Röntgenbild gemacht und es sind Gallensteine zu erkennen. Problematisch ist es Bruker zufolge, wenn die Person glaubt, im Gallenstein die Ursache ihrer „Krankheit“ gefunden zu haben, wobei diese nur die Ursache der Beschwerde darstellt. Die Faktoren, die für die Bildung der Gallensteine verantwortlich sind, stellen die eigentliche Ursache der Krankheit dar und diese liegen in einer jahrelangen Fehlernährung mit raffinierten Kohlenhydraten bei gleichzeitigem Mangel an naturbelassenen Fetten. Dadurch fehlen der Leber die nötigen Bausteine in der Form von Vitalstoffen, damit ein optimal zusammengesetzter Gallensaft produziert und in der Gallenblase gespeichert werden kann.

### Ernährungsempfehlungen der „vitalstoffreichen Vollwertkost“
Die von Bruker empfohlene Ernährung wurde von ihm als „vitalstoffreiche Vollwertkost“ bezeichnet. Er betrachtete diese als die „ursprüngliche“ Ernährungsweise, für die der Mensch geschaffen sei. Sie besteht überwiegend aus „vollwertigen“, weitgehend „naturbelassenen“ Lebensmitteln und vermeidet die „teilwertigen“, z. B. fabrikatorisch veränderten Nahrungsmittel. Dies bedeutet unter anderem: Vollkorngetreideprodukte (möglichst frisch gemahlen), Obst, Gemüse, Salat und unbehandelte Nüsse. Auch Butter oder Sahne sind erlaubt. Kaltgeschlagene Öle, wie kaltgepresstes Sonnenblumenöl und natives Olivenöl, ergänzen Brukers Ernährungsempfehlungen. Auch fester Bestandteil einer Vollwertkost sollte der täglich verzehrte Frischkornbrei sein.
Besonders folgende Nahrungsmittel sind nach Bruker schädlich: industriell hergestellte raffinierte Kohlenhydrate, d. h. der „Fabrikzucker“ und die „Auszugsmehle“ (die aus dem geschälten und entkeimten Getreide hergestellt werden) sowie raffinierte Fette (Margarine und raffinierte Pflanzenöle). Der Verzehr von Milchprodukten, Fleisch, Fisch und Eiern ist bei einer Vollwertkost zur Deckung des Eiweißbedarfs unnötig und sollte eingeschränkt werden. Bei bestimmten Krankheiten (wie Ekzemen und Allergien) wird ein weitergehender Verzicht auf Milchprodukte (Quark, Käse, Joghurt …) empfohlen. Butter und Sahne sind hingegen bei der Behandlung von bestimmten Krankheiten wie Hautausschlägen von Vorteil, weil sie nur einen sehr geringen Anteil an Milcheiweiß enthalten, aber gleichzeitig einen hohen Gehalt an ungesättigten Fettsäuren und den fettlöslichen Vitaminen A, D, E, K aufweisen.  
Fruchtsäfte lehnte Bruker ab, weil sie nicht die ganze Frucht enthalten, wertvolle biologische Wirkstoffe (von Kollath als Auxone bezeichnet) blieben im Trester zurück. Außerdem wird der Organismus beim Trinken von Fruchtsäften durch den fehlenden Kauvorgang mit Nährstoffen überschüttet, was zu steil ansteigenden Blutzuckerkurven und folglich vermehrter Insulinausschüttung führt.
Auch vom Verzehr von Kaffee und anderen koffeinhaltigen Getränken riet Bruker ab, da sie das vegetative Nervensystem schädigten und suchtbildend seien.

### Das Unverträglichkeitsproblem
Eine Reihe von Patienten klagte nach Verabreichung der Vollwertkost in seiner Klinik über Magen- und Darmprobleme. Diese äußerten sich unter anderem in Beschwerden wie z. B. Völlegefühl und Blähungen. Bruker führte diese Beschwerden darauf zurück, dass seine Empfehlungen nicht hundertprozentig beachtet worden seien, und empfahl insbesondere, auf Fabrikzucker, Fruchtsäfte und gekochtes Obst vollständig zu verzichten. Dabei können diese Nahrungsmittel durchaus gut vertragen werden, aber sie machen andere Lebensmittel wie Vollkornprodukte und rohes Obst unverträglich, die dann fälschlicherweise für die Beschwerden verantwortlich gemacht werden.

## Kritik
Zahlreiche Aussagen und Empfehlungen von Bruker sind aus der Sicht der modernen Medizin nicht vertretbar und insbesondere für Säuglinge und Kleinkinder sogar gefährlich. Als gefährlich wird auch Brukers Behauptung gewertet, dass, wer sich vollwertig ernähre, sich keinerlei Sorgen um eine Erkrankung an AIDS zu machen brauche. Seine Behauptungen zur Ernährung mit konzentrierten Kohlenhydraten und der daraus folgenden Hyperglycämie als Ursache von Atherosklerose und als Voraussetzung von Infektionen mit Poliomyelitis wurden teilweise wissenschaftlich widerlegt.
Rohkost führt im Vergleich zu gegarter Kost zu einer unvollständigeren Verdauung, was die Aufnahme von Vitaminen und Spurenelementen verschlechtert sowie Mangelerkrankungen und Blähungen begünstigt. Einige pflanzliche Fraßgifte wie Lektine werden erst durch Erhitzen inaktiviert, z. B. in Kartoffeln und Hülsenfrüchten. Die aus Werner Kollaths „Ordnung unserer Nahrung“ durch Bruker übernommene Unterscheidung in „lebendige“ Lebensmittel und „tote“ Nahrungsmittel kritisiert der Ernährungswissenschaftler Claus Leitzmann daher als „wissenschaftlich nicht haltbar“. Die Zellmembrane werden durch Erhitzen vollständiger aufgebrochen, wodurch mehr Nährstoffe zur Verfügung stehen. Langfristige Rohkosternährung führt zu einer Abnahme der Knochendichte, Vitamin-B12-Mangel, erhöhten Homocystein-Blutkonzentrationen und erniedrigten LDL-, HDL- und Triglycerid-Blutkonzentrationen.
Auch seine vitalstoffreiche Vollwertkost unterlag heftiger Kritik. So seien in Brukers Schriften zahlreiche falsche, unbewiesene und irreführende Behauptungen enthalten, die die Ernährungswissenschaft als unhaltbar ablehnt (Stand 2005).

## Institutionen
Ende der 1970er Jahre engagierte sich Bruker für die Ausbildung des von ihm selbst geschaffenen „Berufsbild des Gesundheitsberaters“. Hierfür gründete er 1978 die Gesellschaft für Gesundheitsberatung e. V. (GGB). Der Schwerpunkt des Ausbildungskonzepts liegt theoretisch und praktisch auf der Ernährung „vitalstoffreicher Vollwertkost“. Nach einigen Seminaren erfolgt eine schriftliche und eine mündliche Prüfung. Im Anschluss erhalten die erfolgreichen Absolventen ein Zertifikat als „Ärztlich geprüfter Gesundheitsberater (GGB)“.
1984 gründete Bruker zusammen mit Ilse Gutjahr den emu-Verlag mit heutigem Sitz im „Dr.-Max-Otto-Bruker-Haus“.
Seit 1994 gibt es das Bruker-Haus in Lahnstein, das er selbst einweihte und in dem er bis ein Jahr vor seinem Tod lehrte und arbeitete.

## Veröffentlichungen (Auswahl)
- Krank durch Stress, Schnitzer-Verlag, Sankt Georgen 1971, spätere Auflagen als Lebensbedingte Krankheiten, Bioverlag Gesundleben, Hopferau, 1982.
- Geleitwort zu Die sanften Mörder. Atomkraftwerke demaskiert, Verfasser: Ralph Graeub, Rüschlikon-Zürich 1972.
- Vorsicht Fluor. Das Kariesproblem Bioverlag Gesundleben, Hopferau, 1984; ISBN 3-89189-013-3.
- Unsere Nahrung – unser Schicksal, in diesem Buch erfahren Sie alles über Ursachen, Verhütung und Heilbarkeit ernährungsbedingter Zivilisationskrankheiten. Emu-Verlag, Lahnstein 1986; ISBN 3-89189-003-6.
- Allergien müssen nicht sein, Ursachen und Behandlung von Neurodermitis, Hautausschlägen, Ekzemen, Heuschnupfen und Asthma. Emu-Verlag, Lahnstein 1992; ISBN 3-89189-033-8.
- Gesund durch richtiges Essen, Besserung und Heilung vieler moderner Krankheitsbilder. Orbis-Verlag, München 2000; ISBN 3-572-01131-0.
- Krank durch Zucker, der Zucker als pathogenetischer Faktor, gesammelte Forschungsergebnisse als Basis für umwälzende Erneuerungen der Diätetik, mit Grundregeln für eine wirksame Heilkost. Helfer-Verlag Schwabe, Bad Homburg 1992; ISBN 3-87323-000-3.
- Wer Diät isst, wird krank, Wunderdiäten genauer betrachtet, über Sinn und Unsinn einseitiger Ernährungsformen. Emu-Verlag, Lahnstein 1992; ISBN 3-89189-037-0.
- Der Murks mit der Milch, Emu-Verlag, Lahnstein, 2. Auflage, 1994,  ISBN 3-89189-045-1
  - 12. Auflage, 2020, ISBN 978-3-89189-045-5